# دوقلوهای فاول (رمان)
دوقلوهای فاول اولین رمان از مجموعه دوقلوهای فاول اثر اوئن کالفر است که یک اسپین آف و ادامه مجموعه آرتمیس فاول و چرخه دوم ماجراجویی فاول است. دوقلوهای فاول در ۵ نوامبر ۲۰۱۹ توسط انتشارات وایکینگ و دیزنی هایپریون منتشر شد و اقتباسی از فیلم آرتمیس فاول را که در آن زمان ساخته شده بود برای دیزنی پلاس تبلیغ می‌کرد. این رمان با استقبال خوبی از سوی منتقدان و نقدهایی که کیفیت و موفقیت آن را با سری اصلی مقایسه کردند، مواجه شد

## خلاصه داستان
نابغه جنایتکار در خانواده جریان دارد. مایلز و بکت فاول دوقلو هستند اما این دو پسر بسیار متفاوت هستند. بکت بلوند، نامرتب است و هر وقت مجبور است لباس بپوشد، عبوس است. مایلز بی عیب و نقص است، ضریب هوشی ۱۷۰ دارد و هر روز یک کت و شلوار تازه را پرینت سه بعدی می‌کند - درست مانند برادر بزرگترش، آرتمیس فاول. یک هفته پس از تولد یازده سالگی، دوقلوها برای یک شب تحت مراقبت سیستم امنیتی خانه، NANNI قرار می‌گیرند. در آن زمان، آنها با یک ترول در حال فرار با یک نجیب‌زاده بدجنس و یک راهبه بازجو دوست می‌شوند که هر دو برای منافع خود به موجود جادویی نیاز دارند. . .

## استقبال
استقبال انتقادی از دوقلوهای فاول مثبت بود و با تحسین اکثر منتقدان مواجه شد. Kirkus Reviews این کتاب را ستایش کرد و نوشت: «همانند اجداد پرفروش‌اش، [دوقلوهای فاول] یک اسپین‌آف بی‌وقفه با فناوری بالا، جادوی دیدنی و تجارت احمقانه است». تایمز این رمان را به‌عنوان «یک ماجراجویی تخیلی وحشیانه دیگر» از کالفر دانست و «طبیعت‌های متفاوت» دوقلوهای فاول و اینکه چگونه «داستان را پیش می‌برند» را تحسین کرد. شیکاگو تریبیون این رمان را به عنوان «بهترین کتاب کودک ۲۰۱۹» دانست. تامپا بی تایمز پویایی شخصیت رمان را به عنوان «یک ضرب و شتم جادویی کوچک» برای کسانی که احساس می‌کنند «[دنیای] واقعی اعصاب شما را به هم می‌زند» توصیف کرد.